# Escudo del Imperio otomano
Cada sultán del Imperio otomano tenía su propio monograma, llamado tughra, que servía como escudo. A finales del siglo XIX fue creado un escudo moderno, inspirado en la tradición heráldica europea. El diseño final fue adoptado por el sultán Abdul Hamid II el 17 de abril de 1882. Se incluyeron dos banderas: la bandera del Anatolia y otros eyalatos asiáticos, que tenía una media luna y una estrella sobre un fondo rojo, y la bandera de Rumelia, que tenía tres medias lunas sobre un fondo verde.
Algunos elementos gráficos del escudo del Imperio otomano, como el óvalo central y la media luna y la estrella orientadas de forma vertical fueron reeditados en el actual emblema semioficial de la República de Turquía.

## Descripción
El escudo consiste en un cartucho adornado con la insignia de una tugra. El cartucho está rodeado por varios elementos del imperio, incluidas dos banderas: la roja con creciente y estrella, y la bandera de la media luna de los eyalatos de Anatolia y Asia, y la bandera verde del Eyalato de Rumelia, en gran parte oscurecida por una cornucopia. Las provincias del norte de África no están representadas. Detrás de las banderas hay varias lanzas y otras armas.
En la parte superior, rayos de luz dorados irradian del sol con el sello tughra del sultán inscrito en letras doradas sobre un fondo de disco verde. El tughra dice en árabe , "Mahmud Khan, hijo de Abdulhamid, siempre victorioso", escrito como: محمود خان بن عبد الحميد مظفر دائماً (Mahmūd Ḫān bin Abdulhamīd muẓaffar daʾima). La inscripción en la gran media luna verde dice en árabe: "Confiando en el éxito divino, el rey del sublime estado otomano", escrita como: المستند بالتوفيقات الربانية ملك الدولة العلي ة العثمانية (al-Mustanidu bi't-Tawfiqāti'r-Rabbānīyah Malik ad-Dawlatu'l-Alīyati'l-Uthmāniyah). [2]
Debajo de la floritura inferior cuelgan las medallas de cinco condecoraciones militares otomanas . De acuerdo con la prohibición islámica de representar seres animados, en el diseño no se incluyen animales como los seguidores. Los símbolos en el escudo de armas representan lo siguiente: 
- La bandera verde al Eyalato de Rumelia o al Califato Otomano a la izquierda.
- La bandera roja al Eyalato de Anatolia y a los Eyalatos asiáticos a la derecha.
- El elaborado turbante sobre el escudo central representa al fundador del imperio, Osmán Gazi, y simboliza el trono de la dinastía otomana como líder o califa de todos los musulmanes del mundo.
- El escudo elíptico con un motivo de Sol estilizado en el centro rodeado de varias estrellas, representa a los 16 Grandes Imperios Túrquicos.
- Las flores de la izquierda simbolizan la tolerancia de los otomanos.
- La balanza de peso a la izquierda simboliza la justicia de los otomanos.
- Los libros de la izquierda debajo de la balanza son el Corán y el cuerpo de leyes (kanunname), que simbolizan el estado islámico.
- Las armas a la izquierda y a la derecha simbolizan el ejército otomano, con el ancla a la izquierda que representa a la Armada otomana y el cañón otomano a la derecha.
- El Sol simboliza la grandeza del estado otomano.
- El medallón verde en el Sol con el sello del sultán (tughra) dentro simboliza la gran dinastía otomana,
- El hilal verde (media luna) debajo de la tughra simboliza el estado otomano como guardián de todos los musulmanes del mundo.
- Debajo del escudo central hay antorchas y un arco y flechas,
- El tablero florido con medallones colgantes simboliza las raíces del estado otomano y la cultura turca.
- Los medallones que cuelgan en la parte inferior simbolizan varias naciones étnicas dentro del Imperio Otomano.

### Diferentes diseños
Existen varias versiones diferentes del escudo de armas de 1882:

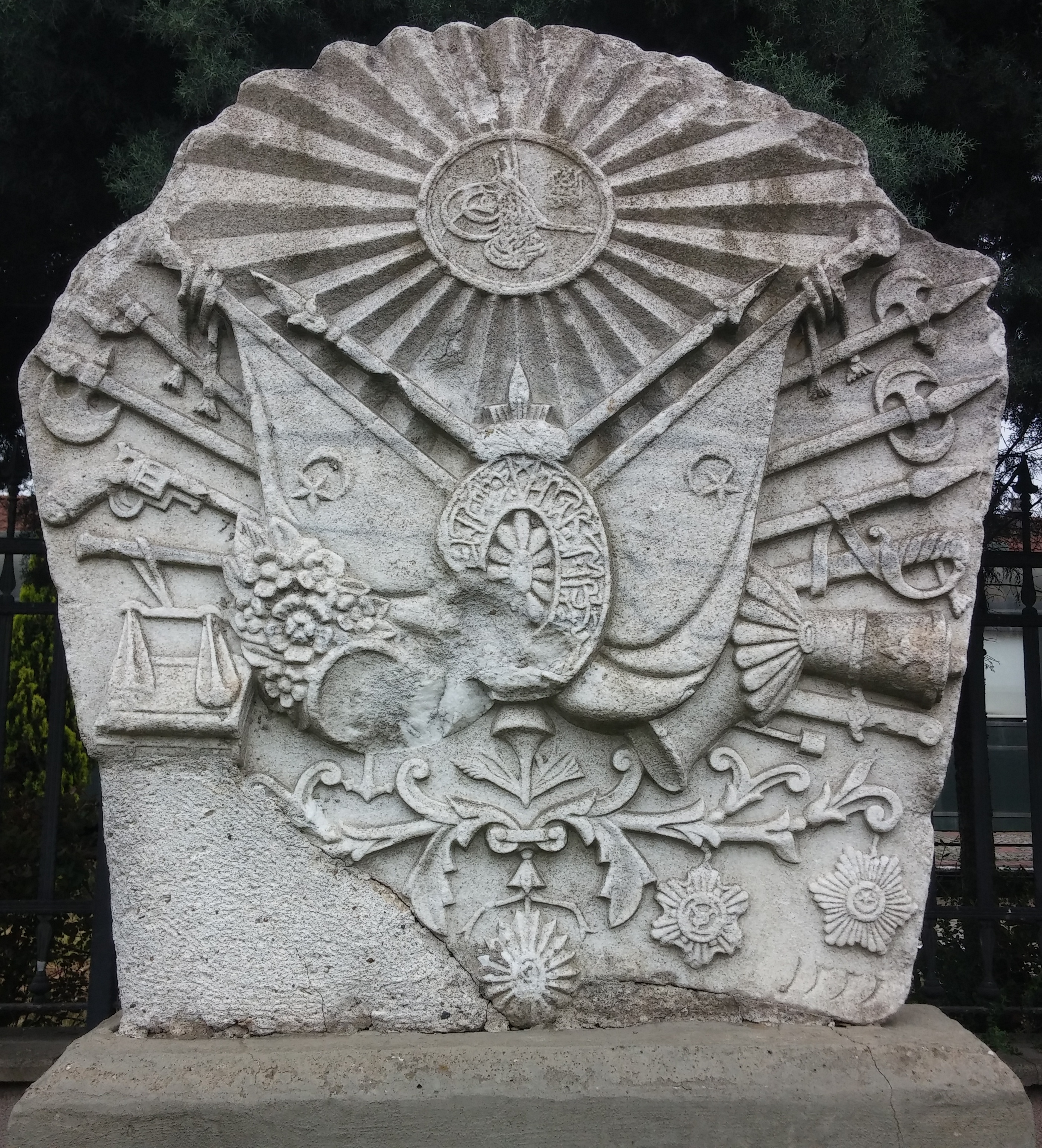
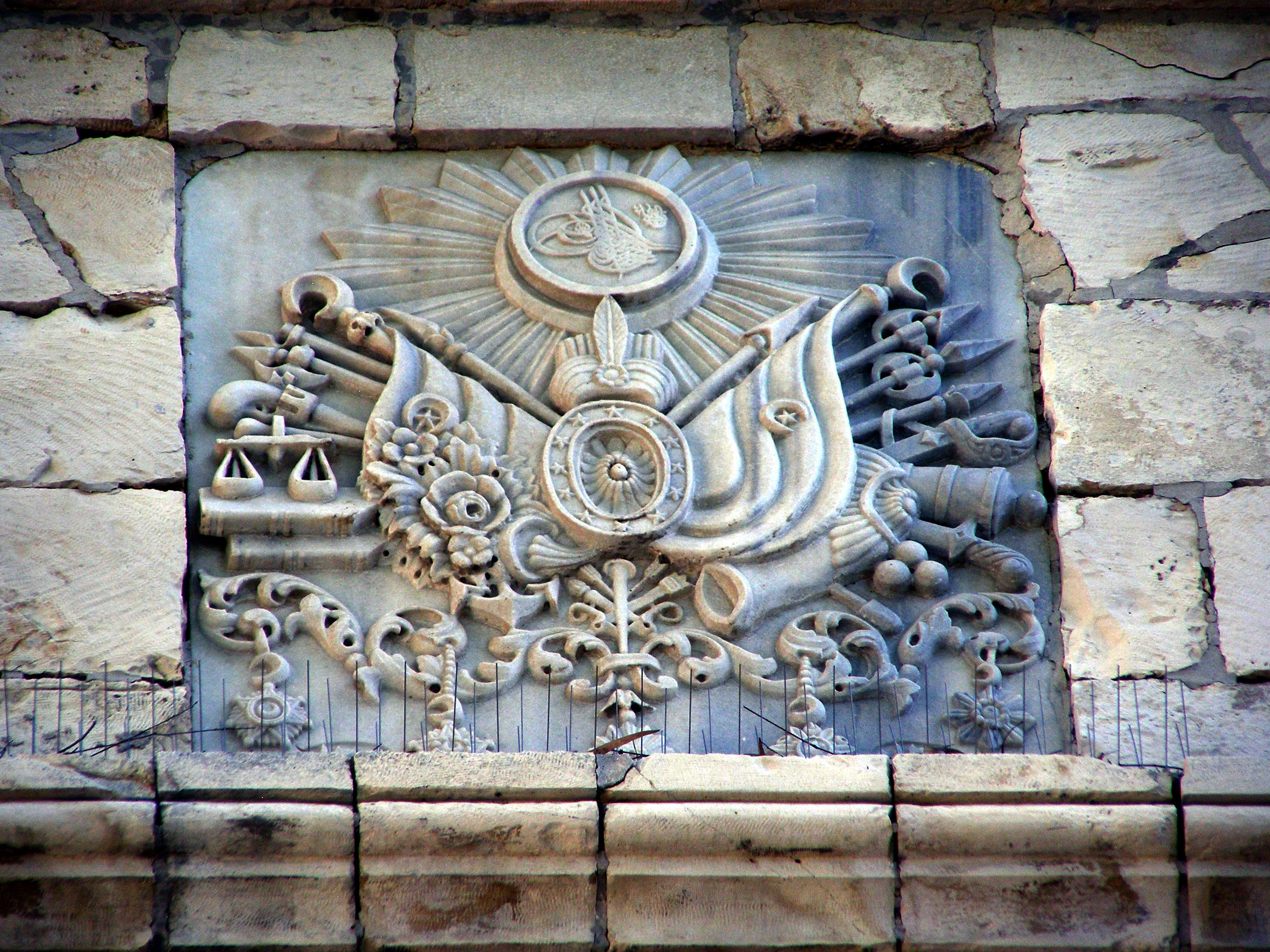
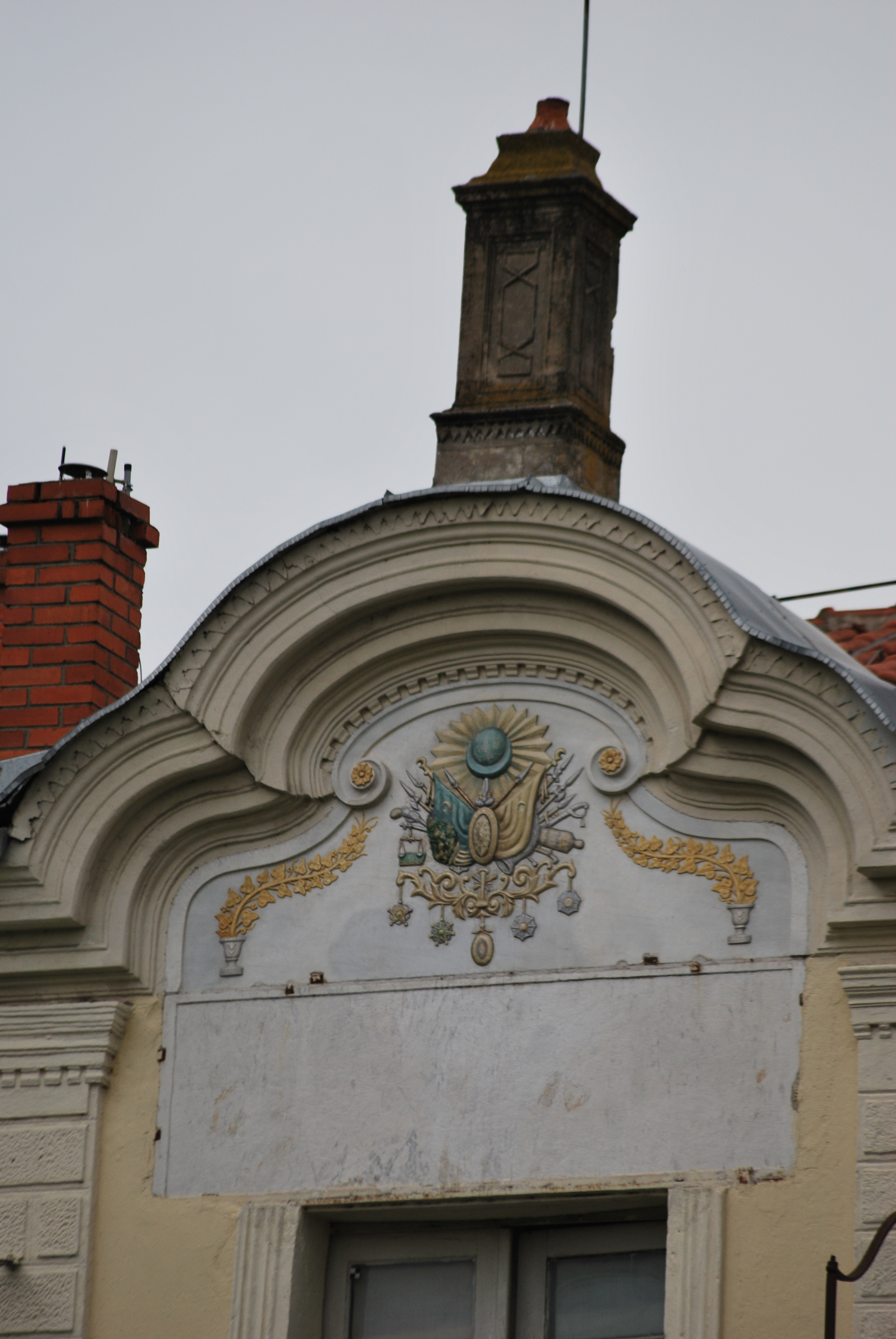
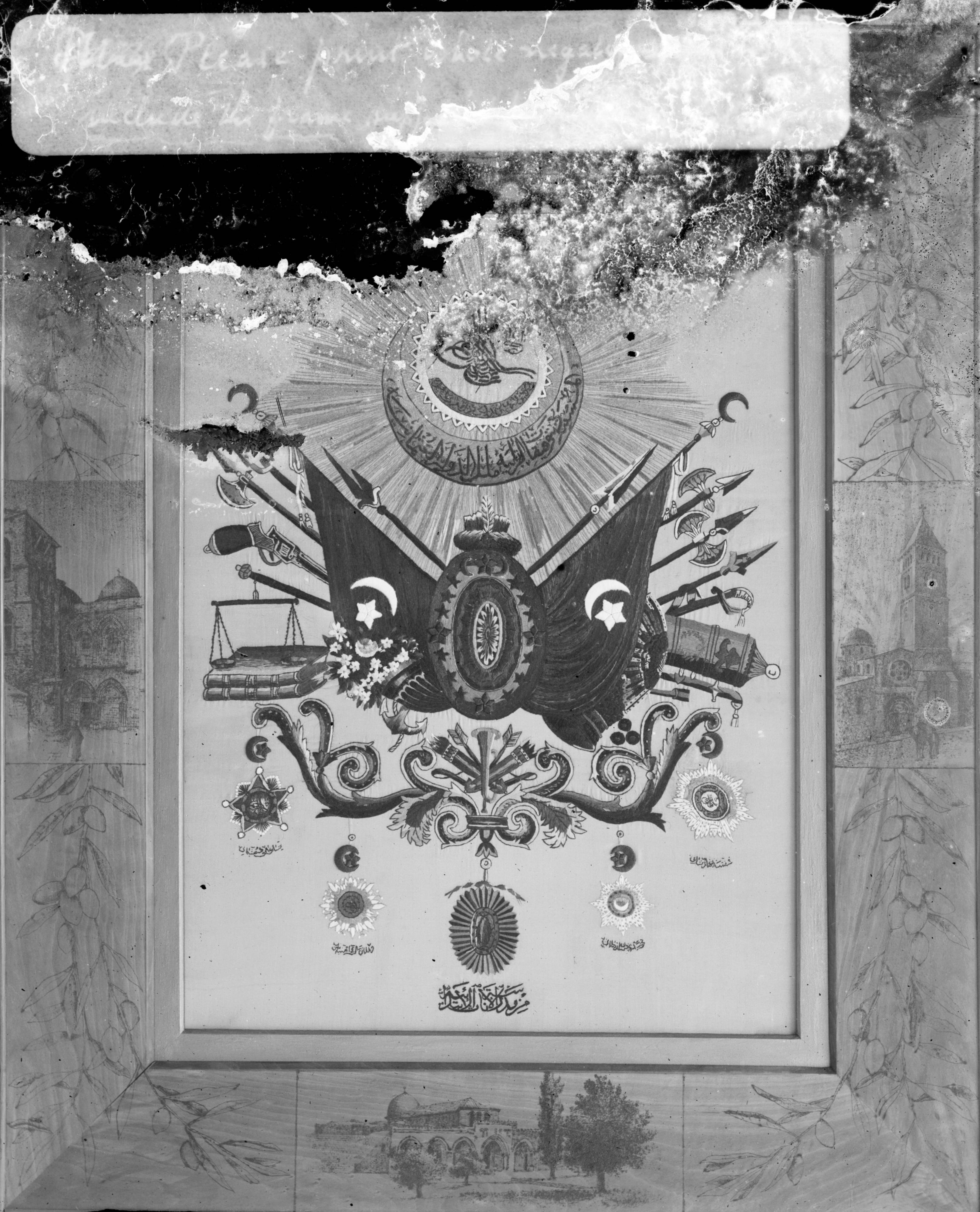
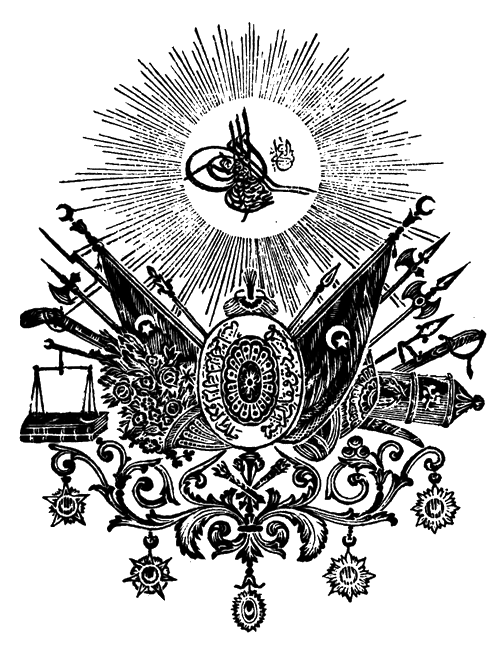
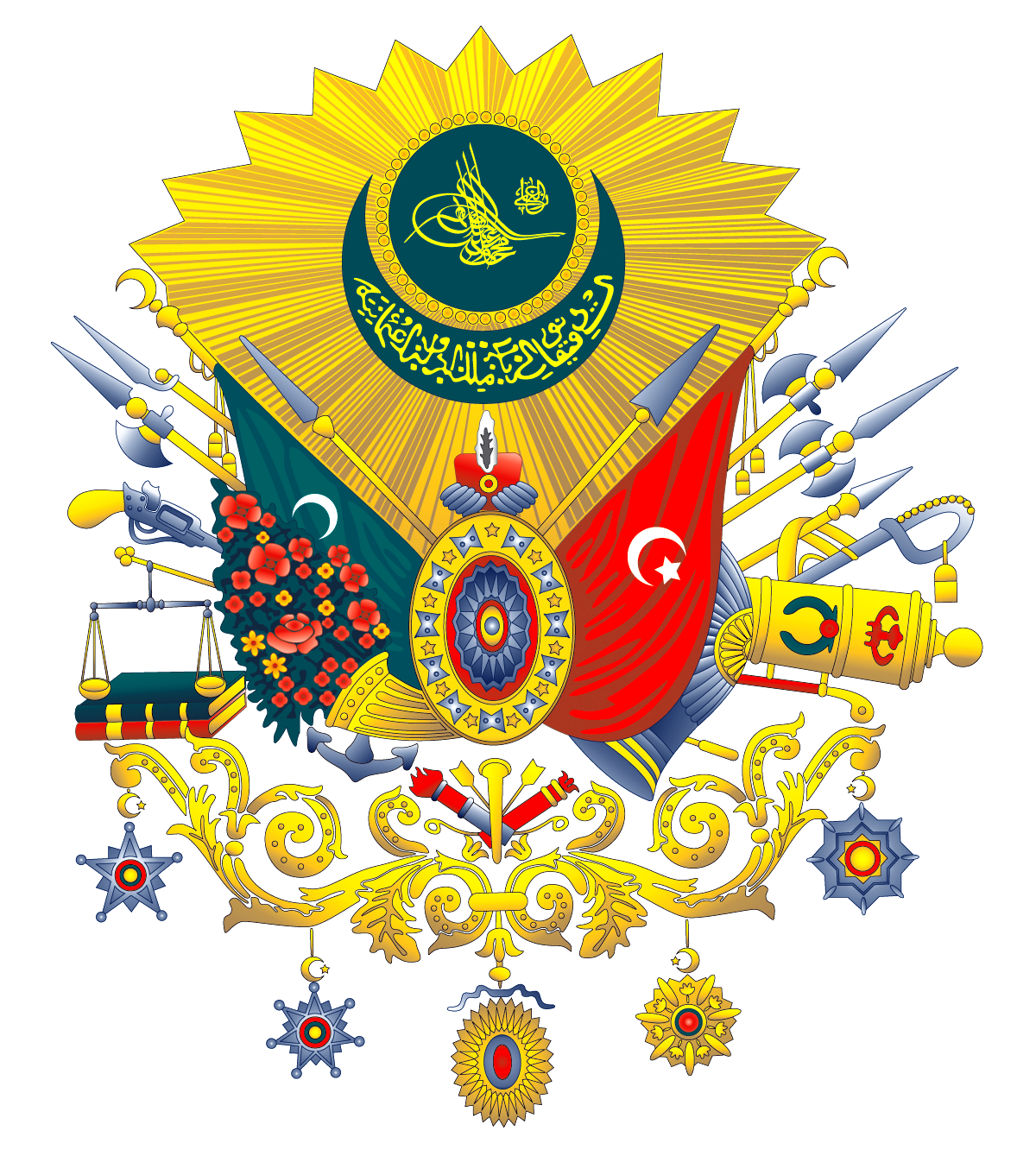
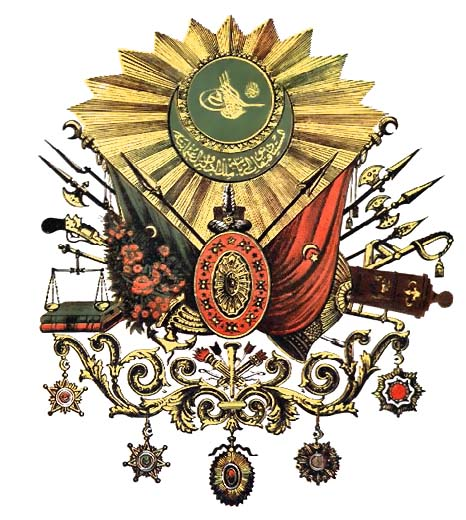
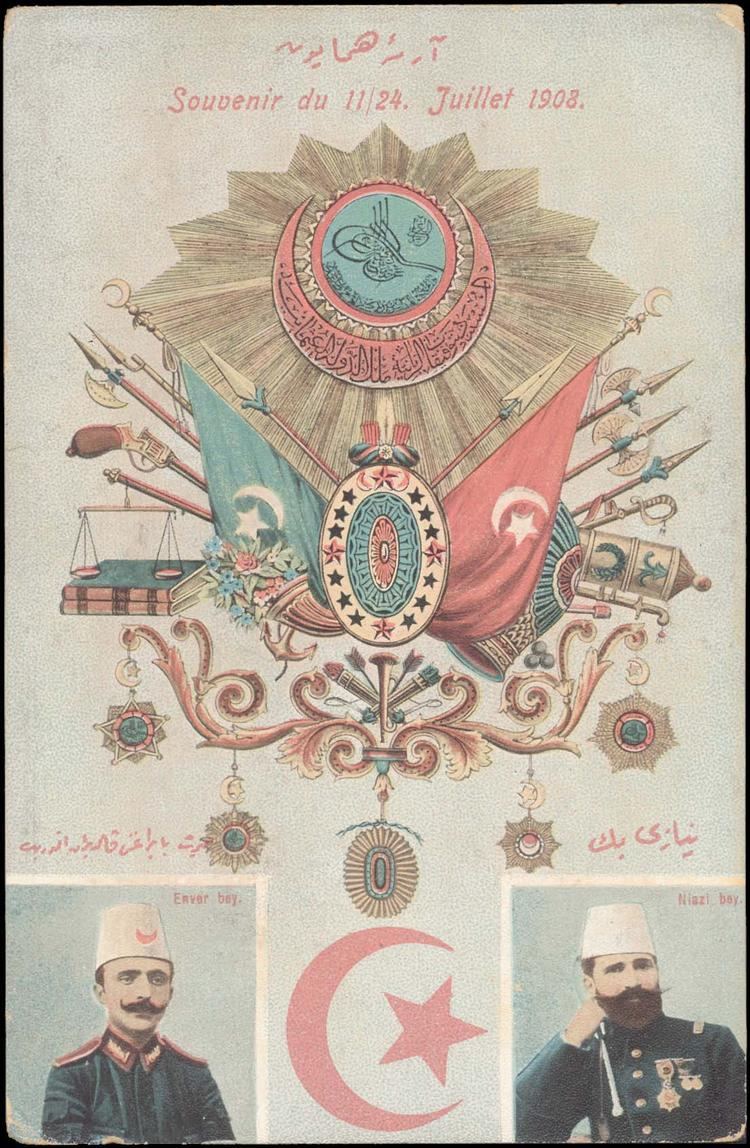
Postal de Enver Bajá y Ahmed Niyazi Bey, 1908
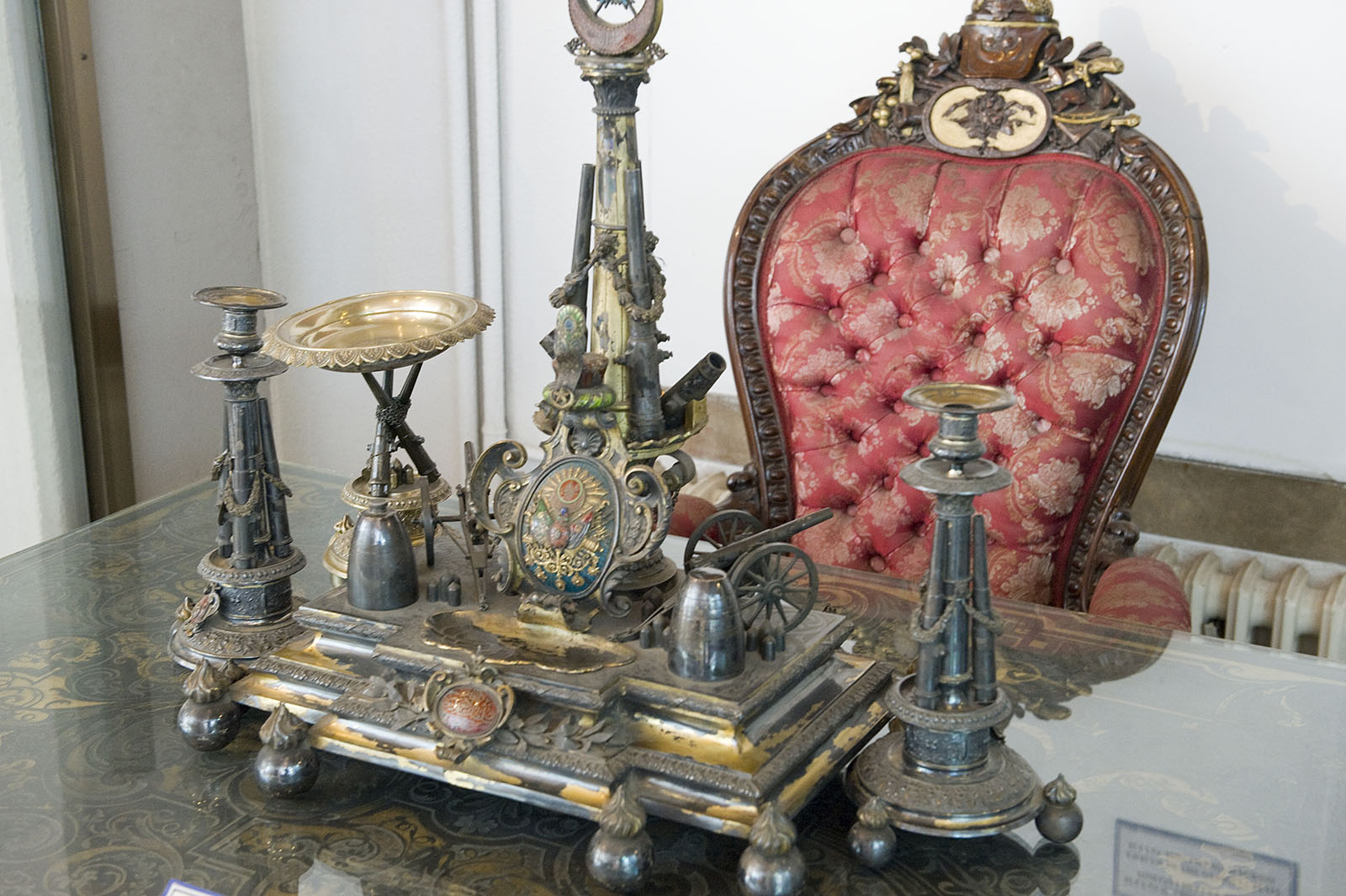
Escritorio del sultán Abdul Hamid II

### Escudos de armas de las provincias y del gobierno

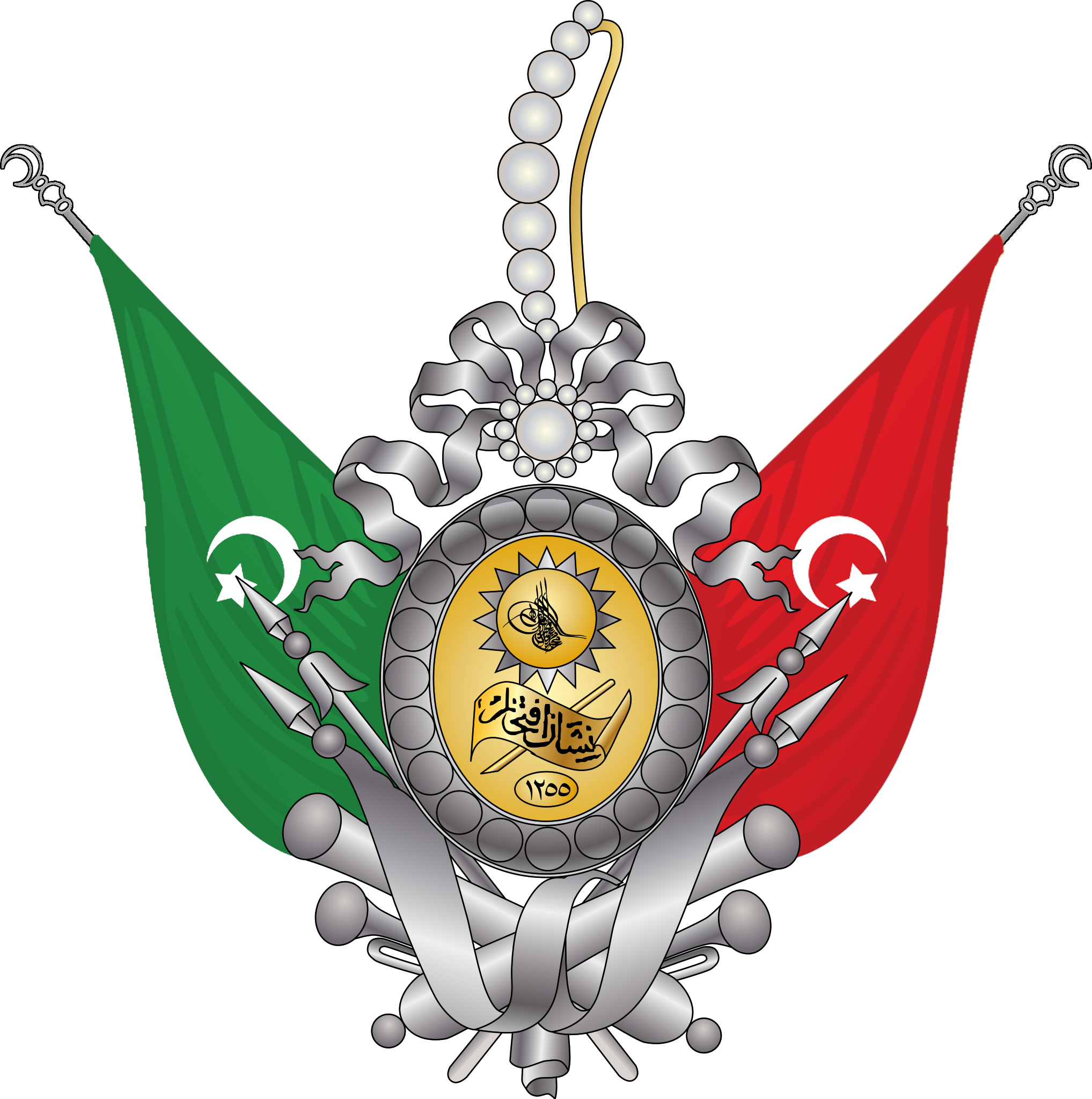
Sello del Visir Otomano
Escudo de armas de Abdülmecid II, el último Califa del Califato Otomano
Escudo de armas de la Argelia otomana (1830)
Escudo de armas de la Argelia otomana (1710-1830)
Escudo de armas de la Argelia otomana (Probablemente el oficial)
Escudo de armas del Eyalato de Chipre (1571–1878)
Escudo de armas del Eyalato de Egipto (1854–1867)
Escudo de armas del Jedivato de Egipto (1867–1914)
Escudo de armas del Principado de Samos (1834-1912)
Escudo de armas del Estado de Creta (1898-1913)
Tripolitania Otomana (1864-1911)
Escudo de armas del Beylicato de Túnez (siglo XIX)
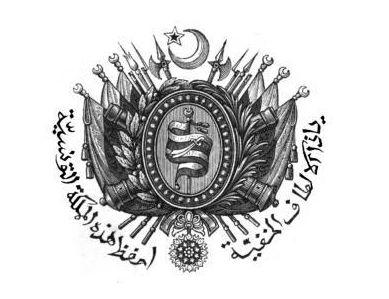
Escudo de armas Husseínico en 1858
Escudo de armas Husseínico en 1900
Escudo de armas del Eyalato de Túnez

### Escudos de armas anteriores a 1882

Escudo de armas del Imperio Otomano (1846-1882)